# Tani Bunchō
Tani Bunchō (谷 文晁, né à Edo le 15 octobre 1763 - décédé le 6 janvier 1841) était un peintre japonais appartenant au mouvement Bunjin-ga, la peinture de lettrés japonaise, ainsi qu'un poète. On le connait également comme Bungorō, ou sous les noms de pinceau de Chazauro, Gaga Kusai, Shōsō, Muni, Ichigo, Bun-Ami.
Le Bunjin-ga, parfois appelé aussi Nanga, ou « peinture du Sud », était une peinture très fortement inspiré par la peinture de lettrés chinoise, peinture de paysage monochrome et à l'encre de Chine. Elle s'implanta plus tardivement à Edo, où travaillait Tani Bunchō, que dans l'Ouest du Japon. 
Tani Bunchō commença par peindre dans le style officiel de l'école Kanō, avant de se tourner vers le style Nan-ga et le Bunjin-ga. Mais il conserva une approche assez éclectique, en intégrant d'autres styles dans le sien propre (peinture « du Nord » officielle, peinture occidentale, et Yamato-e, l'ancienne peinture classique japonaise).

## Biographie
Le père de Tani Bunchō, Rokkoku, faisait partie de la suite de la maison de Tayasu, et était un poète bien connu. Tani Bunchō lui-même fut patronné par Matsudaira Sadanobu, un fils de la famille Tayasu qui devint l'un des principaux conseillers du Shōgun au milieu de l'ère Edo.
Avec Bunchō, le Nanga s'implante à Édo à la fin du XVIIIe siècle. Il commence à peintre jeune sous l'égide de son seigneur Matsudaira Sadanobu qui détecte son talent précoce. Il étudie les styles de plusieurs écoles (Kanō, Tosa, Nagasaki, Maruyama-Shijô) puis des œuvres chinoises, Ming et Qing, dont il fait des copies très soignées. Il s'efforce de faire une synthèse de ces divers éléments, d'où son style composite touché aussi par les règles de la peinture occidentale.
Il est l'auteur d'illustrations de livres, de peintures sur des sujets variés (oiseaux, fleurs, animaux, personnages), mais il donne le meilleur de lui-même dans les paysages, et entre autres, une série de paysages réalistes dont l'exactitude scientifique a servi à la défense de la baie d'Édo.
Il est très connu de son vivant, et le seul de ses contemporains à pouvoir rivaliser avec sa versatilité et sa prolificité est Hokusai Katsushika (1760-1849). La profusion de ses œuvres de second ordre a fait récemment reconsidérer sa place dans l'histoire de la peinture japonaise. Ses plus belles œuvres datent de l'Ère Kansei (1789-1801). Son disciple le plus connu est Watanabe Kazan. Tachihara Kyosho et Okuhara Seiko figure également au nombre de ses élèves.